# Brewood
Brewood est un village anglais situé dans le Staffordshire.